# 松井房吉
松井 房吉（まつい ふさきち、1871年1月 - 1950年6月24日）は、日本の大正期から昭和初期の実業家、相場師。松井房吉商店（現在の松井証券）の創業者。

## 人物
明治初期に三重県桑名市の医者・加藤勘兵衞の次男として生まれる。松井家に養子に出され松井姓になる。日本橋蛎殻町で丸三商店（現在の丸三証券）創業者の1人である川北徳三郎のもとで相場を修業し、川北とともに日本橋兜町に進出する。兜町で5人の仲間と匿名組合を設立して、株取引の仲介業務を始め、1918年5月10日他の5人から権利を買い取り松井房吉商店を創業した。兜町では「売りの房吉」と恐れられ、第一次世界大戦後の1920年3月15日の株価大暴落で、兜町でただ1人大儲けをし、巨万の富を築く。その後は、大相場を張らなくなり、金、ダイヤ、国債、南満州鉄道などの国策会社の株券を買ったが、戦争で国に供出したり、敗戦で価値が無くなるなどして、自宅・自社ビル以外のほぼ全ての財産を失う。1949年、息子の武に会社を譲り、翌年死去した。

## 略歴
- 1871年 - 三重県桑名市の医者の家に生まれる。
- 1918年 - 5月10日松井房吉商店を創業。東京株式取引所一般会員となる。長男・武誕生。
- 1920年 - 3月15日株価大暴落。売り仕掛けにより巨万の富を得る。
- 1927年 - 東京市本郷区本郷西片町に豪邸を建てる。
- 1931年 - 株式会社松井商店を設立。
- 1949年 - 長男・武に松井證券株式会社社長を譲る。
- 1950年6月24日 - 死去。法名は、廣松院釋浄房。

## 信条
- 勝つまでやる。勝ったらやめる
- 国を信用するな
- 「もう」は「まだ」なり、「まだ」は「もう」なり
- 耐えて、耐えて、耐え抜く。忍耐だけが相場だ